# Pieta (Ribera)
Pieta (La Piedad) je obraz španělského malíře Josého de Ribery (1591–1652).
José (Jusepe) de Ribera studoval ve Valencii renesanční mistry a v Římě pak díla Caravaggia. Právě jeho styl zásadně ovlivnil de Riberovu tvorbu. Sám de Ribera se řadí mezi nejvýznamnější malíře 17. století. Vybíral si hlavně náboženská témata s tematikou umučení. Je hlavním představitelem caravaggiovského naturalismu v Itálii. Stejně jako jiné Riberovy obrazy s tematikou umučení, tak i Pieta se vyznačuje expresivní mimikou, drastickým zobrazením podrobností Kristova zmučeného, mrtvého těla. Lkající žena s působivým gestem sepjatých rukou stejně jako postava muže, líbající Kristovy nohy jsou zachyceny s působivou, dramatickou realitou.
Ribera byl nejen vynikajícím malířem, ale i skvělým koloristou, jak jeho obraz Pieta dokazuje. Pastózním rukopisem, provedeným rychlými tahy štětce, výrazným využitím protikladu světla a stínu a zvýrazněním horizontální vertikály malíř dosahuje zamýšleného účinku, tedy myšlenky na to, jak politováníhodné je Kristovo mrtvé tělo.